# Stazione di Lesegno
La stazione di Lesegno è un impianto ferroviario posto sulla linea Torino-Savona a servizio del comune di Lesegno (CN) e San Michele Mondovì (CN); infatti è situato a soli 3 km da quest'ultimo nella frazione di Gatta. L'impianto è ubicato al km 30+426 tra le stazioni di Ceva e Mondovì.
Il piano dei binari è composto da:
- binario 1, utilizzato per precedenze verso Savona oppure per sosta materiale merci;
- binario 2, di corsa verso Savona o per servizio viaggiatori;
- binario 3, di corsa verso Fossano o per servizio viaggiatori;
- binario 4, utilizzato per precedenze in ambedue le direzioni;
- binari 5, 6, 7 e 8, sosta e ricovero carri.

## Movimento
La stazione è servita, in media, giornalmente da 15 treni regionali operati da Trenitalia nell'ambito del contratto di servizio stipulato con la Regione Liguria, nonché da un treno regionale veloce della relazione Torino Porta Nuova-Ceva.
A partire da dicembre 2012 non vi fermano più treni diretti per Torino, sostituiti con le coppie di regionali da/per Fossano e San Giuseppe di Cairo, oltre ad una relazione diretta con Savona in prima mattinata.
Il primo binario è direttamente collegato con il raccordo RIVA, in cui settimanalmente vengono inoltrati treni di rottame ferroso per la fusione in altoforno e la produzione di billette destinate all'estero.